# Göran Eurenius
Göran Eurenius, känd som Göran Vänster, född 20 augusti 1952, är en svensk tidigare porrskådespelare, vänsterpartistisk lokalpolitiker och bildlärare.
År 1998 valdes Eurenius in i kommunfullmäktige i Härryda kommun. Vänsterpartiets lokalorganisation i Härryda ansåg dock hans yrke som porrskådespelare vara "moraliskt oacceptabelt", och han blev i mars 2000 utesluten ur partiet. Ett år senare ansökte Eurenius – som då slutat med porrskådespeleriet – åter om att bli medlem, vilket accepterades. Han har varit bildlärare på Påvelundsskolan i Västra Frölunda. 